# Terminaux et Aéroports
Pour plus de détails, voir Fiche technique et Distribution.
Terminaux et Aéroports est un projet d'art vidéo réalisé par Tim White-Sobieski. Il se compose d'une série de cinq vidéos à un seul canal explorant plusieurs thématiques liées à l'histoire, aux événements actuels, aux transitions émotionnelles et physiques ainsi qu'aux états psychologiques des vies humaines. Les vidéos individuelles de ce projet sont :
- Terminal I  (Day At The Airport), 2001-02
- Terminal II  (Terminal At Night, alias Flight In The Night), 2002-03
- Terminal III (Terminal Dream), 2003
- Terminal IV (On The Wing), 2003,
- Terminal V (Terminal At Last alias Terminal Heart), 2003

Projet d'art contemporain développé sur cinq années, Terminal est un mélange expérimental de vidéo analogique et de vidéo numérique réalisé en collaboration avec plusieurs chercheurs, organisateurs, conservateurs, conseillers et autres talents. Ce projet traite de l'expérience personnelle de l'artiste en réponse aux évènements de 9/11, lorsque son atelier situé à proximité fut détruit. Hommage aux victimes, le projet fut très bien accueilli par la critique et plusieurs fois exposé dans les musées et institutions publiques, notamment aux États-Unis, en Espagne, en France, en Allemagne, au Japon, au Danemark, en Norvège et en Italie. À ce jour, la série a été commentée par plus de 40 publications.

## Terminaux

### Terminal I (Day At The Airport)

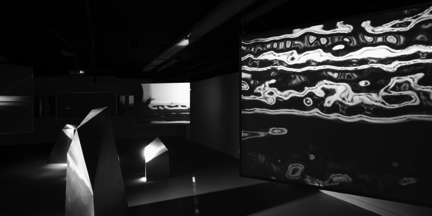
Tim White-Sobieski, Terminal I (Day At The Airport), 2001-2002, vue de l'installation

Terminal I se compose d'un seul canal vidéo et installation sonore. Créé peu après le 11 septembre à New York, il a été influencé par l'horreur humaine dont l'artiste fut témoin alors que son atelier était situé à proximité des Twin Towers.
Cette vidéo comporte une imagerie de l'aéroport Charles-de-Gaulle pendant la journée, qui s'échange avec des animations abstraites ressemblant à des vagues océaniques. Une musique de type ambient de clapotis de vagues et des couleurs s'ajoutent au projet.

### Terminal II (Terminal At Night)

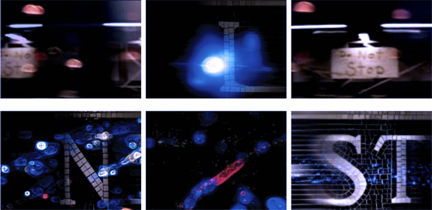
Tim White-Sobieski, Terminal II (Terminal At Night), Video Stills, 2002

Ce film fut tourné en vue aérienne de New York peu de jours après les attentats du 11 septembre. Avec cette vidéo, le nom terminal prend une signification principale supplémentaire, soit celle décrivant une maladie avancée avec une espérance de vie limitée.
Le projet avait d'abord été nommé Cortland-Do-Not-Stop, d'après l'une des nombreuses stations de train local s'arrêtant au World Trade Center et qui resterait fermée pendant une longue période à la suite des évènements. La vidéo comprend quelques clichés de lettres originales en mosaïque sur les murs de la piste ainsi que des signes « ne pas arrêter ».

### Terminal III (Terminal Dream)

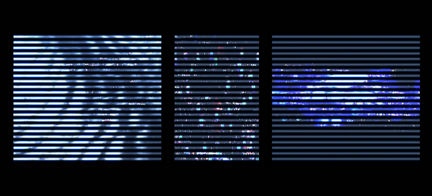
Tim White-Sobieski, Terminal 3, (Terminal Dream), 2003 a entraîné l'installation vidéo de la paroi du tube, 3 canaux

Avec Terminal Dream, Tim White-Sobieski fait revivre par ses séquences des images virtuelles de la vie, un rappel aux premières machines cinématographiques créées par Muybridge il y a 150 ans dans le but d'arrêter et d'enregistrer le mouvement.

### Terminal IV (On The Wing)

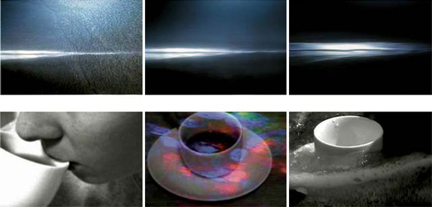
Tim White-Sobieski, Terminal IV (On The Wing), 2003 alambics vidéo

On The Wing se veut un développement organique de la série dans une poursuite philosophique et contemplative. Avec une durée de 12 minutes, ce travail fait une exploration empirique de l'être grandeur nature. Deux dimensions sont fondues en un vol: d'un côté le royaume de la pensée pure, non matérielle, infinie, incommensurable, et parfaite; et de l'autre le royaume de l'univers physique, matériel, fini, mesurable et imparfait.

### V Terminal (Terminal Heart)

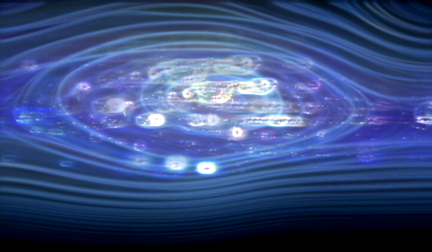
Tim White-Sobieski, Terminal V (Cœur Terminal); Image vidéo; 2003

Créé comme un kaléidoscope humain combinant le jour, la nuit et le rêve, Terminal Heart est la seule vidéo comprenant un tournage de jour et de nuit en une trame.
Une pulsation rouge destinée à rappeler le rythme cardiaque et le flux sanguin à travers ses chambres pénètre dans la texture du défilement des vues de nuit d'une ville, de l'aéroport, des images et des ombres de transport, ainsi que des gens. Chacune des vidéos et des photographies de White-Sobiesky témoigne d'aspects du sens de la vie: le deuil et la joie, la perte et le gain, donner et recevoir.
Terminal Heart  fut inclus dans le cadre de la collection DVD de la vidéo Talents.

## Production
Initialement basés sur une vidéo numérique formatée, les films présentent une boucle d'animation autonome enregistrée sur DVD. Tous les films sont basés sur des techniques vidéo de non-animation. Les cinq vidéos se composent de 30 000 images dessinées à la main par l'artiste, qui sont des œuvres d'art autonomes par elles-mêmes.

### Musique
Toutes les vidéos ont en musique de fond l'album Drawn From Life (2001) par Brian Eno et J. Peter Schwalm.

### Disponibilité
Les films ne sont pas disponibles en distribution grand public ; ils le sont principalement par l'intermédiaire des projections périodiques dans des galeries, des musées et des espaces non-lucratifs. Cependant, Terminal Heart fut inclus dans le cadre de la collection DVD de la vidéo Talents.
La série complète fut publiée en une série limitée de 50 ensembles de DVD, vendu chacun comme œuvre d'art. La série eut sa première à la galerie Pilar Parra, à Madrid, en Espagne, en 2003.

## Expositions
Le projet fut exposé dans les établissements suivants :
- Palais de Cristal, Madrid, Espagne
- Centro de Arte Alcobendas, Madrid, Espagne
- Colección Aena De Arte Contemporáneo, Madrid, Espagne
- Fundación Luis Seoane, La Corogne, Espagne, 2013
- Galerie Folin/Riva, New York, États-Unis
- Haus Der Kulturen der Welt Berlin[4], Allemagne
- Die Hochschule für Bildende Künste Braunschweig, Brunswick, Allemagne
- Olivier Houg Galerie, Lyon,France
- Biennale de Lyon, Lyon, France[5]
- Museo de Bellas Artes de Santander[6], Santander, Espagne
- Palais de Tokyo, Paris, France, 2006
- PhotoEspaña, Madrid, Espagne, 2003
- Pilar Parra Galería de Arte/Galerie Pilar Parra Madrid, Espagne, 2003